# Кюпс
Кюпс (нім. Küps) — громада в Німеччині, розташована в землі Баварія. Підпорядковується адміністративному округу Верхня Франконія. Входить до складу району Кронах.
Площа — 35,64 км2. Населення становить 7757 ос. (станом на 31 грудня 2020).